# Аркалохори
Аркалохори (на гръцки: Αρκαλοχώρι, на катаревуса: Αρκαλοχώριον) е град в южна Гърция, разположен в южната част на остров Крит, област Ираклио, в състава на дем Миноас Педиада. Населението на града според преброяването през 2011 г. е 4 313 души.
В близост до града се среща защитеният животински вид – критски язовец.

## История
През 1912 г. в пещерата Аркалохори в близост до града са открити 20 килограма оръдия на труда от бронзовата епоха. В централната част на пещерата са открити масиви от бронзови оброчни плочки и сребърни лабри (двойни брадви).

## Население
Численост на населението според преброяванията през годините:
- 1991 – 2 939 души
- 2001 – 3 311 души
- 2011 – 4 313 души